# Le Temple de Jérusalem
 (février 2025).
Si vous disposez d'ouvrages ou d'articles de référence ou si vous connaissez des sites web de qualité traitant du thème abordé ici, merci de compléter l'article en donnant les références utiles à sa vérifiabilité et en les liant à la section « Notes et références ».
Pour l’article homonyme, voir Temple de Jérusalem.
Le Temple de Jérusalem (The Columbus Affair) est un roman de Steve Berry publié en 2012 et traduit en français en 2013.

## Résumé
En 1502, Christophe Colomb est en Jamaïque. De nos jours, Béne y trouve un cimetière juif inconnu. Simon, juif, dit détenir Alle, complice et fille de Tom, et lui fait signer une autorisation d'exhumer son père Abiram, juif aussi, pour trouver des documents. Les Espagnols avaient appelé des juifs en Jamaïque au XVIe siècle. En 1494, Colomb y avait caché de l'or. Simon dit qu'il était juif. Abiram était lévite, chargé du secret des 3 caisses transportées par Colomb. Tom récupère les documents de son père et y trouve le code du trésor du temple juif caché par Colomb. Tom va « libérer » Alle puis on les envoie à Prague où il décode la carte d'Abiram et Simon reprend Alle. Tom va en Jamaïque où Bène le reçoit. Simon et Alle le suivent. Tous ensemble, ils trouvent le trésor du Temple. Béne tue Simon. Tom se réconcilie avec Alle et ils laissent le trésor.